# 阿原 (清須市)
阿原（あわら）は、愛知県清須市の地名。

## 地理

### 河川・池沼
- 新川

### 交通
- JR東海交通事業城北線尾張星の宮駅
- 名古屋高速6号清須線清須出入口
- 愛知県道59号名古屋中環状線

### 施設
- 清須市立星の宮小学校
- 愛知県立新川高等学校
- 清須市立星の宮児童センター
- JA西春日井阿原支店
- 星の宮公園
- 星の宮
- 河原神社
- 極楽寺
- 角の城公園

## 歴史

### 地名の由来
地形に由来する「河原」「荒原」「粟原」のいずれかの転訛であるという。

### 沿革
- 江戸時代 - 尾張国春日井郡阿原村として所在[1]。尾張藩清洲代官所支配[1]。
- 1880年（明治13年） - 春日井郡の東西分割により、西春日井郡阿原村となる[2]。
- 1889年（明治22年） - 市制町村制下の阿原村として成立[2]。
- 1906年（明治39年） - 西春日井郡新川町大字阿原となる[2]。
- 2005年（平成17年）7月7日 - 西春日井郡新川町阿原が合併に伴い、清須市阿原となる[WEB 5]。大字阿原字鴨池が阿原鴨池（あわらかもいけ）、大字阿原字九丁田が阿原九丁田（あわらくちょうだ）、大字阿原字宮東が阿原宮東（あわらみやひがし）、大字阿原字北野が阿原北野（あわらきたの）、大字阿原字角の城が阿原角の城（あわらすみのしろ）、大字阿原字八幡が阿原八幡（あわらはちまん）、大字阿原字池之表が阿原池之表（あわらいけのおもて）、大字阿原字宮前が阿原宮前（あわらみやまえ）、大字阿原字神門が阿原神門（あわらじんもん）、大字阿原字向北が阿原向北（あわらむこうきた）、大字阿原字星の宮が阿原星の宮（あわらほしのみや）にそれぞれ変更[WEB 6]。

### 人口の変遷
国勢調査による人口および世帯数の推移。
| 2010年（平成22年） | 1198世帯 3081人 |  |
| 2015年（平成27年） | 1286世帯 3213人 |  |
| 2020年（令和2年）  | 1358世帯 3129人 |  |

### WEB
1. 1 2  総務省統計局 (2022年2月10日). “令和2年国勢調査の調査結果(e-Stat) - 男女別人口，外国人人口及び世帯数－町丁・字等” (CSV). 2023年8月2日閲覧。
2. ↑  “読み仮名データの促音・拗音を小書きで表記するもの(zip形式) 愛知県” (zip).   日本郵便 (2024年2月29日). 2024年3月26日閲覧。
3. ↑  “市外局番の一覧” (PDF).   総務省 (2022年3月1日). 2022年3月22日閲覧。
4. ↑  “ナンバープレートについて”.   一般社団法人愛知県自動車会議所. 2024年1月21日閲覧。
5. ↑  “愛知県清須市の郵便番号一覧”.   日本郵便. 2025年8月14日閲覧。
6. ↑  清須市役所市民環境部市民課 (2014年2月1日). “清須市の住所表示 新川町の場合”.   清須市. 2025年8月17日閲覧。
7. ↑  総務省統計局 (2012年1月20日). “平成22年国勢調査の調査結果(e-Stat) - 男女別人口及び世帯数 －町丁・字等” (CSV). 2021年7月21日閲覧。
8. ↑  総務省統計局 (2017年1月27日). “平成27年国勢調査の調査結果(e-Stat) - 男女別人口及び世帯数 －町丁・字等” (CSV). 2021年7月21日閲覧。

### 書籍
1. 1 2 3  「角川日本地名大辞典」編纂委員会 1989, p. 123.
2. 1 2 3  「角川日本地名大辞典」編纂委員会 1989, p. 124.